# برتی کارول
رابرت هیو کارول (به انگلیسی: Robert Hugh Carvel) (زادهٔ ۶ سپتامبر ۱۹۷۷) بازیگر بریتانیایی است. او دو بار برنده جایزه لارنس الیویه شده است. بار اول این جایزه را در بخش بهترین بازیگر نقش اول مرد برای بازی در یک نمایش موزیکال و بار دوم در بخش بهترین بازیگر مرد در نقش مکمل برای بازی در نقش روپرت مرداک در نمایش Ink. او همچنین برای بازی در در نمایش Ink، برنده جایزه تونی بهترین بازیگر نقش اول مرد در یک نمایش شد.
کارول در تلویزیون، برای بازی در نقش‌های جاناتان استرنج در مجموعه تلویزیونی درام تاریخی و فانتزی جاناتان استرنج و آقای نورل و سایمون فاستر در مجموعه دکتر فاستر و آدام دالگلیش در مجموعه دالگلیش شناخته می‌شود. برتی همچنین در مینی سریال چهار قسمتی دو خواهر محصول سال ۲۰۲۰ بازی کرد.

## زندگی و تحصیل
کارول در ماری‌لبون، لندن به‌عنوان فرزند مادری روان‌شناس و پدری روزنامه‌نگار زاده شد. کارول در دانشکده یونیورسیتی کالج اسکول همپستد تحصیل کرد. او پس از موفقیت در دانشگاه ساسکس در در سال ۲۰۰۳ از آکادمی سلطنتی هنرهای دراماتیک فارغ‌التحصیل شد.

## گزیده فیلم‌شناسی

### سینما
- بینوایان (۲۰۱۲)
- تراژدی مکبث (۲۰۲۱)

### تلویزیون
- هاوکینگ (۲۰۰۴)
- شهر هالبی (۲۰۰۶)
- دکتر هو (۲۰۰۷)
- جان آدامز (۲۰۰۸)
- آدمکشان میدسامر (۲۰۰۹)
- دوران کهن (۲۰۰۹)
- شرلوک (۲۰۱۰)
- پنهان (۲۰۱۱)
- دکتر فاستر (۲۰۱۵–۲۰۱۷)
- تاج (۲۰۱۷) - (نقش رابین دی)
- قلب بغداد (۲۰۲۰)
- تاج (۲۰۲۲-اکنون) - (نقش تونی بلر)

### تئاتر
- مکبث (۲۰۰۴)
- دکتر فاستوس (۲۰۰۵)
- زندگی گالیله (۲۰۰۹)
- دوران کهن (۲۰۰۶)
- گوریل پشمالو (۲۰۱۵)
- ژان ژنه (۲۰۱۶)